# Tommy Åkesson
Curt Tommy Åkesson, född 25 mars 1970 i Aspeboda församling i Kopparbergs län, är en svensk ämbetsman.

## Biografi
Åkesson har filosofie kandidat-examen i historia från Stockholms universitet. Han är reservofficer med placering i brigadstaben vid Norrbottens regemente och har genomgått högre reservofficerskurs vid Försvarshögskolan.
Sedan 2006 tjänstgör Åkesson vid Försvarsdepartementet: som departementssekreterare i Sekretariatet för försvarsberedningen 2006–2009 och från 2009 som kansliråd vid Enheten för säkerhetspolitiska och internationella frågor samt senare som ämnesråd och huvudsekreterare i Försvarsberedningen. Han har också varit försvarsrådgivare i svenska delegationen till NATO.
Tommy Åkesson invaldes 2017 som ledamot av Kungliga Krigsvetenskapsakademien.